# 팬젠더
팬젠더(Pangender) 또는 판젠더는 성 정체성, 젠더퀴어의 일종으로 모두를 의미하는 접두사 pan-이 가리키는 것과 같이, 모든 젠더를 가지고 있는 것을 의미한다. 팬젠더는 상황이나 분위기에 따라 성 정체성이 바뀌는 성 정체성이다. 

## 다른 정체성과의 구분
젠더플루이드
젠더플루이드는 성 정체성이 유동적으로 변하는 젠더이며 각각의 젠더를 유동적으로 넘나드는 특성이 있지만, 팬젠더는 모든 젠더를 동시에 가지고 있는 젠더이다. 젠더플루이드는 유동적으로 젠더가 변하는 점에서 유체에 비유할 수 있으며, 팬젠더는 모든 젠더를 고정적으로 동시에 가지고 있다는 점에서 고체에 비유할 수 있다.

바이젠더
한 가지 이상의 젠더를 가지고 있다는 점에서는 같지만, 바이젠더는 두 가지의 개별적인 젠더만을 가지고 있지만 팬젠더는 모든 젠더를 가지고 있다는 점에서 다르다.

트라이젠더

한 가지 이상의 젠더를 가지고 있다는 점에서는 같지만, 트라이젠더는 세 가지의 개별적인 젠더만을 가지고 있으나 팬젠더는 모든 젠더를 가지고 있다는 점에서 다르다.
1. ↑  https://www.womenshealthmag.com/sex-and-love/a40640782/pangender-meaning/